# Nothin' on You
Nothin' on You는 미국의 렙 가수 B.o.B의 노래이다. 브루노 마스가 피쳐링 했으며, 또한 브루노 마스의 데뷔곡이기도 하다. 빌보드 핫 100차트 1위를 한적이 있으며, 한국에서는 박재범, 원더걸스가 커버를 해 화제가 된 곡이기도 하다. 
Got nothing on you는 꿀리지 않는다라는 뜻이다. 